# Letecký útok na Plzeň 29. října 1941
Letecký útok na Plzeň 29. října 1941 byla operace britského Královského letectva (RAF) na podzim 1940, v průběhu druhé světové války. Při plánovaném nočním náletu bombardérů RAF na západočeské město Plzeň měly být poškozeny Škodovy závody. V pořadí čtvrtý pokus o bombardování Plzně neuspěl pro nepřízeň počasí a z ní vyplývající problémy s nalezením cíle. K bombardování závodu a města vůbec nedošlo.

## Pozadí

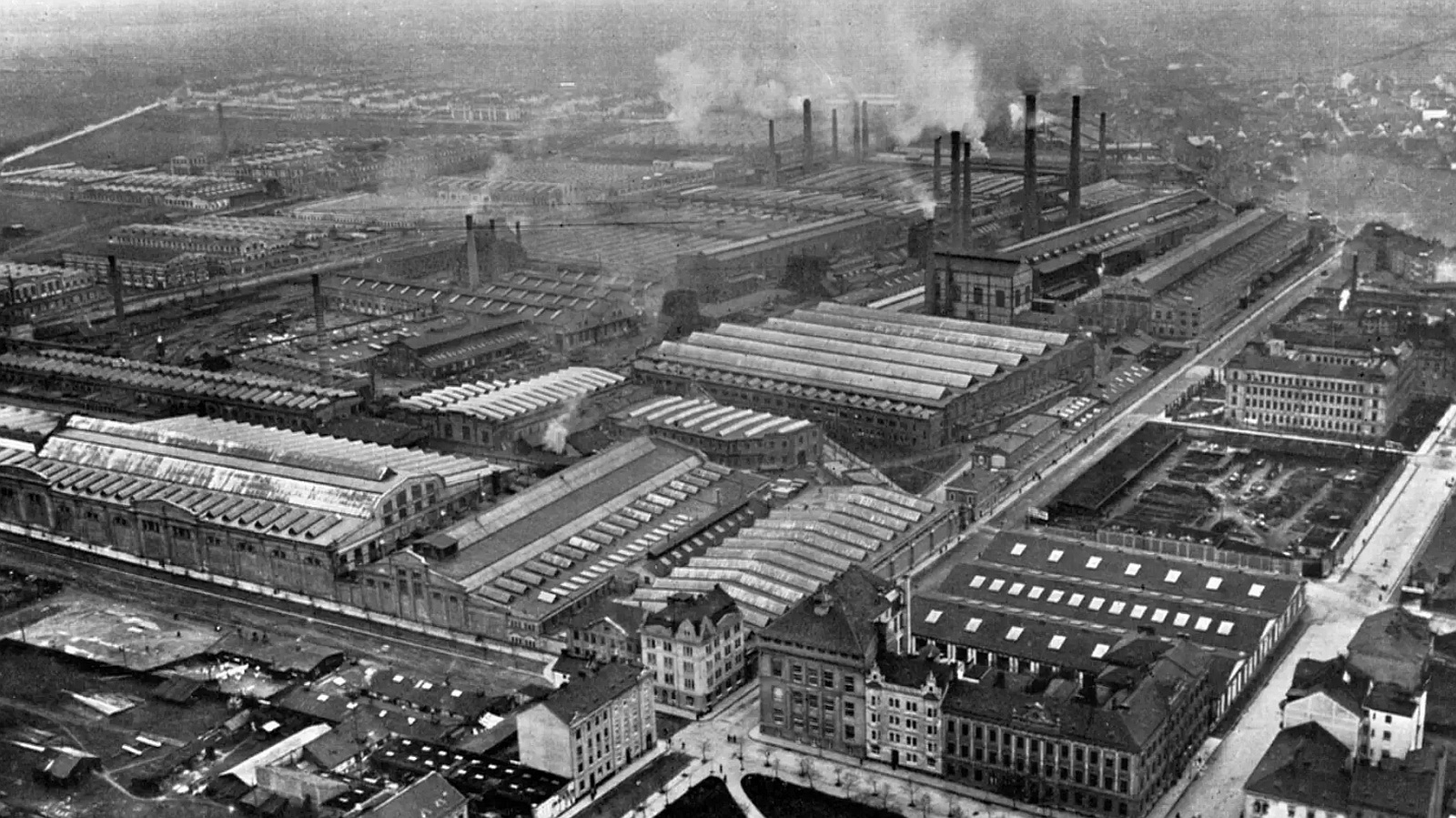
Škodovy závody před II. světovou válkou

Plzeňské Škodovy závody, od začátku okupace součást německého koncernu strojíren Reichswerke Hermann Göring,:20 byly pro nacistické Německo velmi důležité, neboť byly jednou z největších zbrojních továren v Evropě. Škodovka pomáhala vést agresivní a expanzivní politiku Německa dodávkami kvalitního a moderního válečného arzenálu, v první polovině války především zbraní československé konstrukce.:20 Právě z těchto důvodů se plzeňská Škodovka stala cílem číslo jedna britských vzdušných útoků na území původního Československa, neboť zničení Škodových závodů mělo citelně omezit německé možnosti pokračovat ve válce.

### Předchozí útoky
Na žádost Československé exilové vlády v Londýně se RAF pokusila na podzim 1940 bombardovat Škodovy závody v Plzni, ale přes tři pokusy ani jednou neuspěla.
První akce proběhla v noci z 20. na 21. října 1940. K akci odstartovalo jedenáct letadel Whitley 58. perutě 4. bombardovací skupiny.:23 Dva bombardéry se musely brzo vrátit, zbylých 9 letadel doletělo do cílové oblasti. Nad Plzní však byla silná oblačnost, která neumožňovala přesné bombardování cíle a shazování pum naslepo by bylo nepřijatelným rizikem pro civilní obyvatelstvo.:23 Některé posádky vyhodily propagační letáky a letadla na zpáteční cestě bombardovala příležitostné cíle v Německu.:270 Poloha Plzně na hranici doletu letadel vyústila v problémy tří letadel s nedostatkem paliva při návratu: dvě letadla nouzově přistála u britského pobřeží, třetí bylo sestřeleno německým nočním stíhačem nad britským územím. Nálet byl celkově fiaskem, protože letadla doletěla na špatnou lokalitu, místo bomb na Škodovku shodila jen letáky na vesnice na Berounsku a RAF při návratu o tři letadla přišlo.:22–23
RAF se rozhodlo nálet rychle zopakovat, jeho provedením byla pověřena 51. bombardovací peruť.:23 Po odkladech odstartovalo 27. října z předsunutého letiště osm letadel Whitley.:24 Pro hustou oblačnost a navigační nepřesnost posádky opět Plzeň nenalezly, nad Škodovku se letadla vůbec nedostala.:24 Bomby posádky svrhly při zpáteční cestě na příležitostné cíle v Německu a jím okupovaných územích.:24 Útok bez bombardování primárního cíle, jen s bombardováním příležitostných cílů, byl znovu neúspěšný, byť se všechna letadla vrátila.
Dvojitý neúspěch nesnížil odhodlání RAF, která nálet zopakovala v noci z 19. na 20. listopadu, ale došlo k dalším změnám. K náletu odstartovaly posádky z několika perutí 5. skupiny Bomber Command. Na večer odstartovalo osm bombardérů Hampden s přídavnými palivovými nádržemi, jedno z letadel se však brzy vrátilo.:25 Zbylá letadla letěla v nepříznivém, oblačném počasí, což jim ponechávalo možnost orientace jen dle nespolehlivého předpokládaného časy příletu.:26 Při sestupu v cílové oblasti pro nalezení cíle se začala na letadlech usazovat námraza.:26 Dvě letadla odhodila pumy na domnělý cíl, ostatní letadla většinou bombardovala náhradní cíle v Německu.:26 Nálet byl opět neúspěšný.

### Navigační problémy nočních letů
Pomalé a slabě vyzbrojené britské bombardéry byly při denních náletech snadným cílem německé protivzdušné obrany.:269 Když RAF během denních náletů v květnu a červnu 1940 utrpěla přibližně dvojnásobné ztráty letadel oproti nočním náletům, přesunula hlavní nálety do nočních hodin. Na podzim 1940 dostaly noční nálety zcela přednost, během dne se prováděly už jen malé a specializované operace. Noční nálety komplikovala obtížná navigace na cíle vzdálené i přes 1000 km. V roce 1940 měli letci značně omezené prostředky pro určení směru letu a nalezení cíle, rozhodně k nim nepatřil GPS. Odkázáni byli především na obyčejný kompas, mapy a spočtenou dobu příletu nad cíl.:270 Při jasné noci se mohli orientovat podle hvězd a případně podle viditelných prvků krajiny pod sebou, při oblačnosti bylo totéž obtížné až nemožné.:270 Přesnou navigaci znemožňoval i vítr: boční vítr vychyloval letadlo ze směru, zadní vítr způsoboval přelet cíle a při čelním větru bylo letadlo v předpokládaném čase ještě před cílem. Plzeň proto ležela v roce 1940 na hranici možností navigace britského letectva.:22

## Přípravy
Podnět k dalšímu útoku na plzeňskou zbrojovku vzešel od exilového prezidenta Edvarda Beneše až v roce 1941.:26 Ten měl zájem o demonstrativní či propagační akci u příležitosti státního svátku vzniku samostatného československého státu a takový útok považoval za „vysoce politicky významný“.:26–27 Symbolický význam útoku dokládá žádost jen o pět letadel a žádost o uskutečnění v noci ze 27. na 28. říjen nebo následující noci z 28. na 29. října.:27 Prezident Beneš nad to žádal o provedení 311. československou bombardovací perutí, jedinou bombardovací ze čtyř čs. perutí v RAF, která však byla vybavena dvoumotorovými bombardéry Vickers Wellington Mk.IC s doletem nedostatečným pro dosažení území Protektorátu.:27

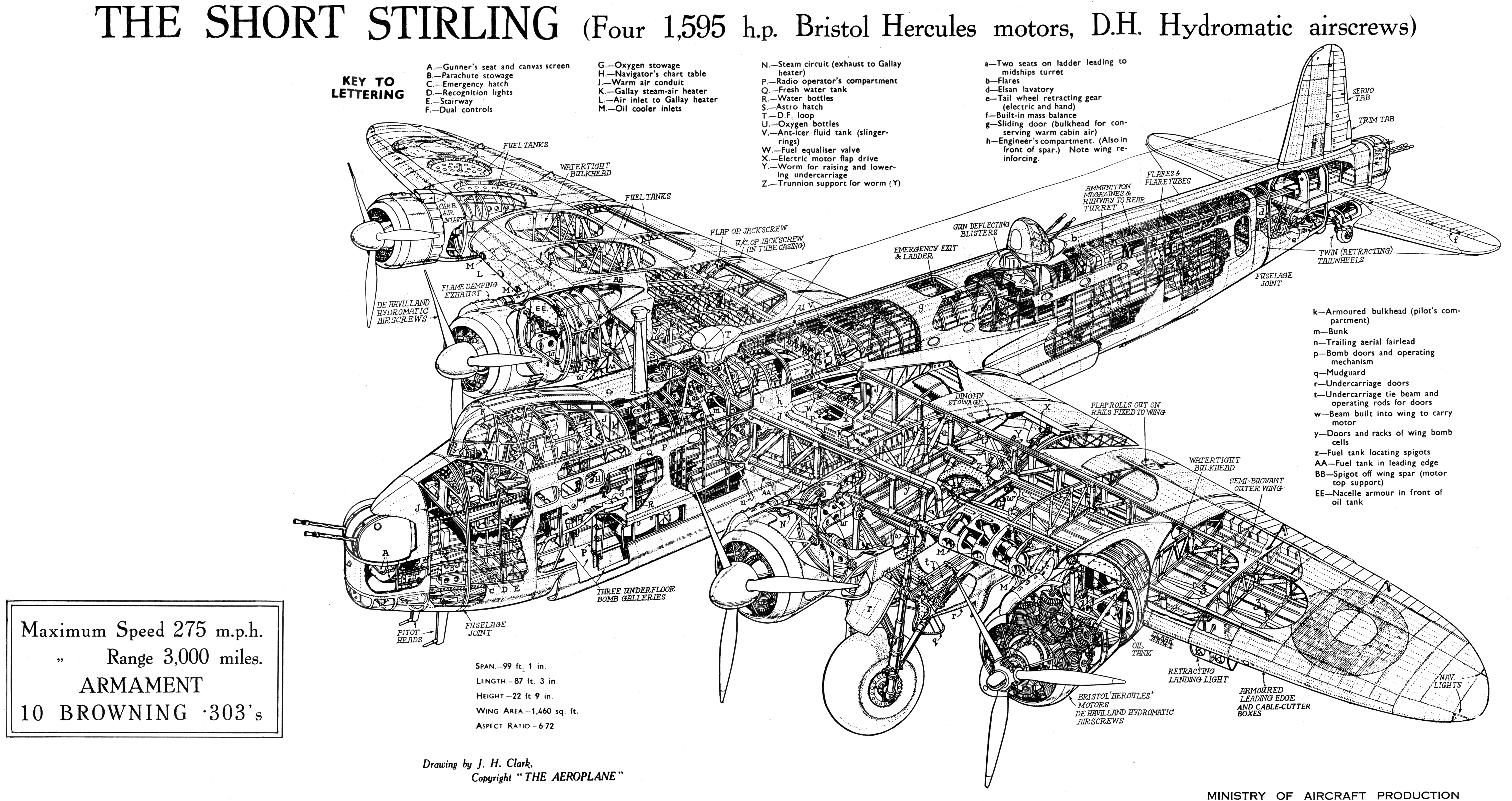
Vnitřní řešení Short Stirling, zhruba rok 1943

Bomber Command v srpnu 1940 získal a od února 1941 operačně používal nové čtyřmotorové bombardéry Short S-29 Stirling,:10 které měly dostatečný dolet pro operace ve Střední Evropě.:14 Přezbrojování na nová letadla však nebylo rychlé a u 3. skupiny s nimi létaly jen dvě perutě.:27 K provedení útoku byla zvolena 15. bombardovací peruť, která Stirlingy používala od dubna 1941.:27 Domovskou základnou peruti bylo letiště Wyton, ležící 24 km severozápadně od Cambridge v současném hrabství Cambridgeshire.

## Letecký útok

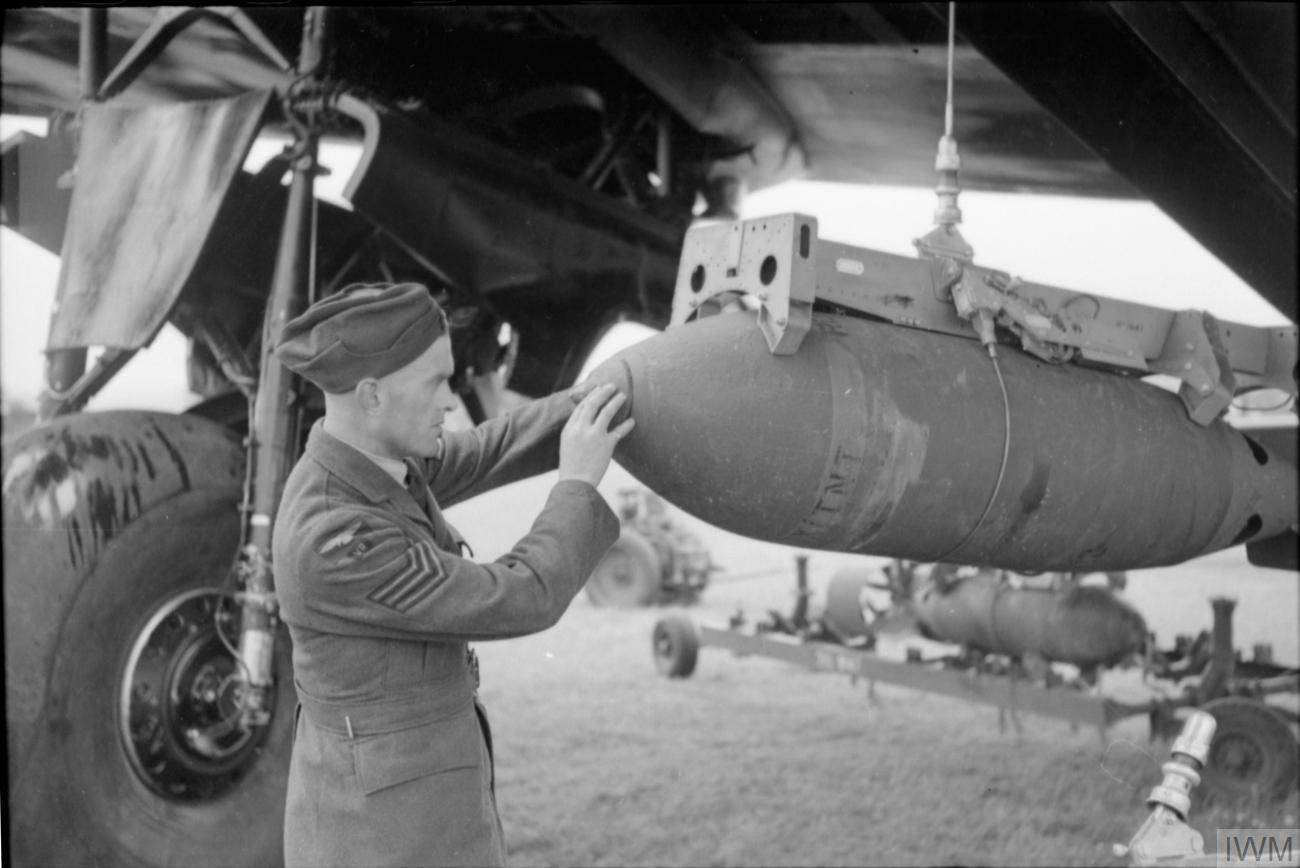
Kontrola 1000librové pumy před naložením

V podvečer 28. října z letiště ve Wytonu postupně odstartovalo pět Stirlingů:27 (oproti tomu M. Eisenhammer ve své práci zaměřené na škody způsobené bombardováním v Plzni zmiňuje s odkazem na J. Rajlicha vyslání deseti Stirlingů:270, stejně tak Ch. Everitt a Vl. Karlický v knize Svět okřídleného šípu uvádí pokus devíti letadel). Dvě z letadel byly vyzbrojeny po čtyřech 500liberních a 1000liberních pumách, tři další nesly vedle čtyř 500liberních pum ještě osm kontejnerových pum (SBC).:27 Let z Wytonu nad Plzeň měl být dosud nejdelším letem Stirlingů.

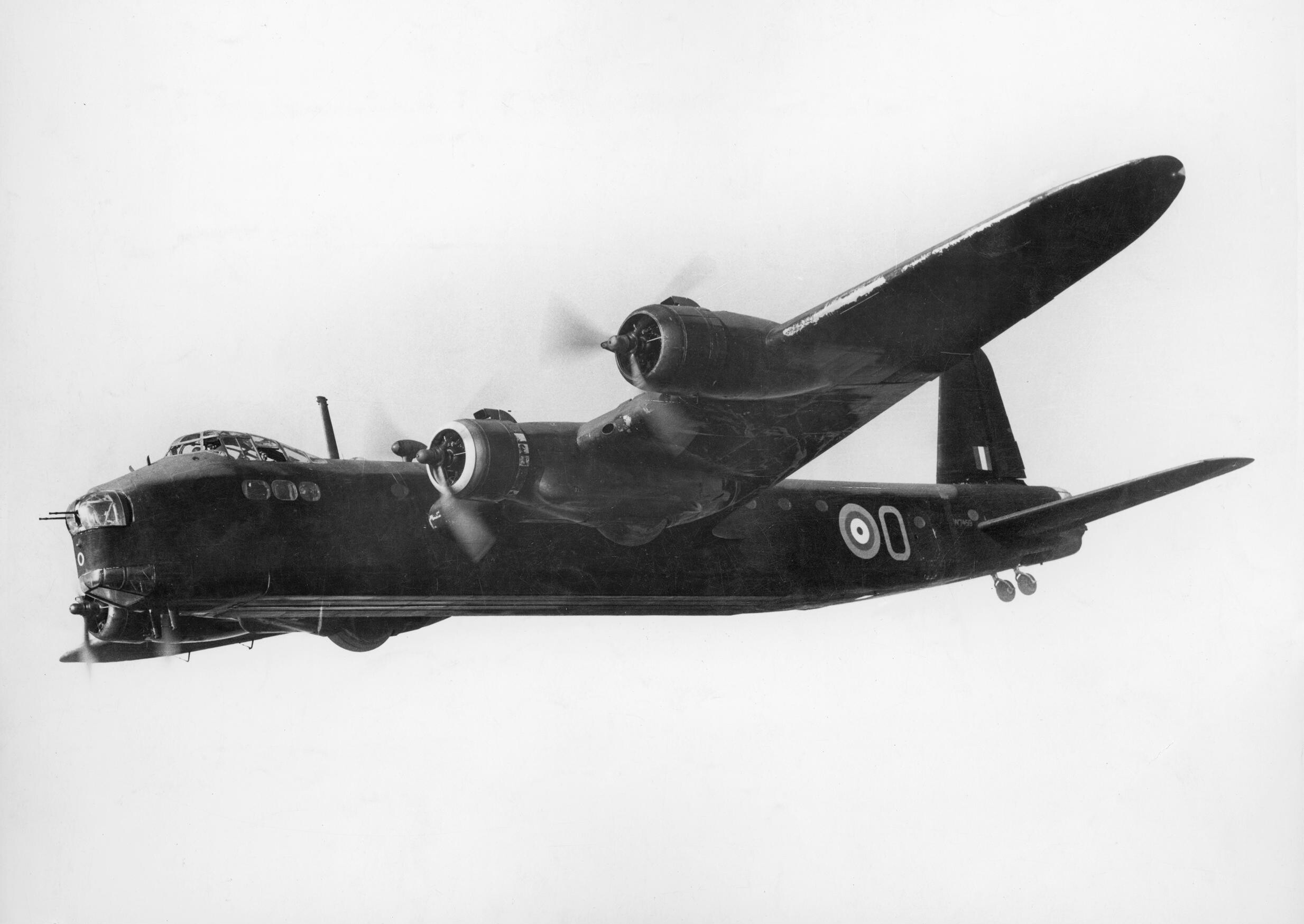
Short Stirling Mk.I W7459 'O' za letu

Po přeletu nad kontinentální Evropu se letadlu W7428 (LS-Z) v oblasti Le Bouverie porouchal pravý vnější motor a kapitán S/Ldr Sellick rozhodl o odhození pum na otočný bod a návrat na základnu, kam se posádka vrátila již v 21.07.:27 Let zbylých čtyř posádek doprovázel kromě velmi špatného počasí v podobě silných větrů a únavy také intenzivní mráz, který dosahoval až −30 °C, což při slabém vnitřním vytápění letounu tlumilo teplé oblečení jen zčásti.:27 Všechny čtyři posádky se dostaly nad území Protektorátu, ale cílová oblast byla zcela ukryta pod souvislou hustou oblačností znemožňující identifikace cíle.:27 Ve Škodových závodech byl podle hlášení hasičů vyhlášen poplach v čase 1.19 a zrušen byl až ve 3.00 místního času.:27 V té době se letadla dostala do vzdálenosti 20 km západně od zbrojovky, ale ke shození bomb nedošlo.:27 Dvě posádky se rozhodly shodit naslepo alespoň propagační letáky.:27

### Náhradní cíle
Bombardéry odhazovaly své pumy na náhradní cíle až při zpáteční cestě. Kapitán letounu N3671 (LS-H) S/Ldr Gilmour a kapitán letounu W3673 (LS-D) P/O Swales, kteří svrhli letáky, bombardovali bavorský Norimberk, letadlo W7429 (LS-X) pod velením P/O Jonese a letadlo N6086 (LS-F) pod velením F/O Boggise odhodila bomby v oblasti Frankfurtu nad Mohanem.:27

### Návrat na základnu
Letadlo N6086 se při návratu setkalo u belgického přístavu Nieuwpoort s protileteckou palbou a na základnu se vrátilo ve 2.30 s prostřílenými ocasními plochami.:27 Bombardér W7429 v 1.37 tvrdě dosedl na přistávací plochu ve Wytonu jen se dvěma funkčními motory, ale posádce se nic nestalo.:27

### MacRobert's Reply

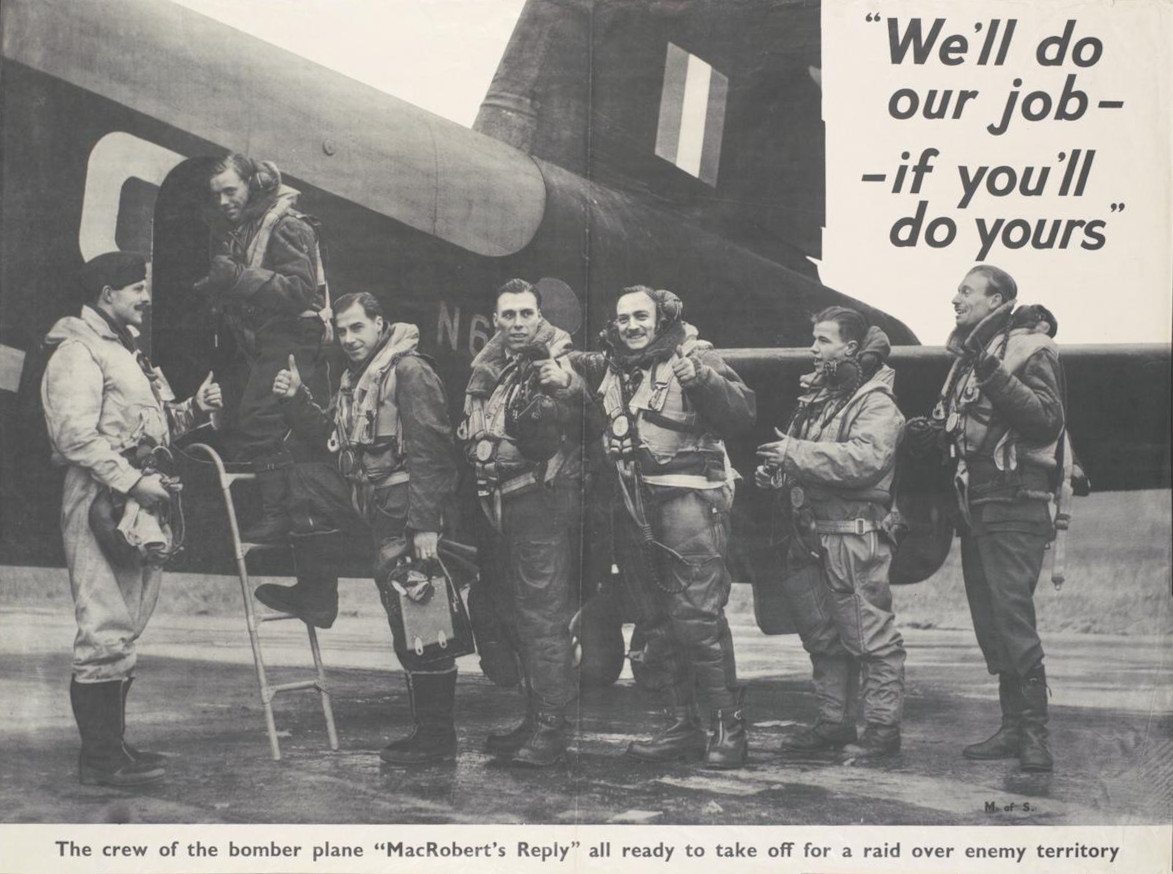
Propagační plakát s posádkou nastupující do letounu MacRobert's Reply.

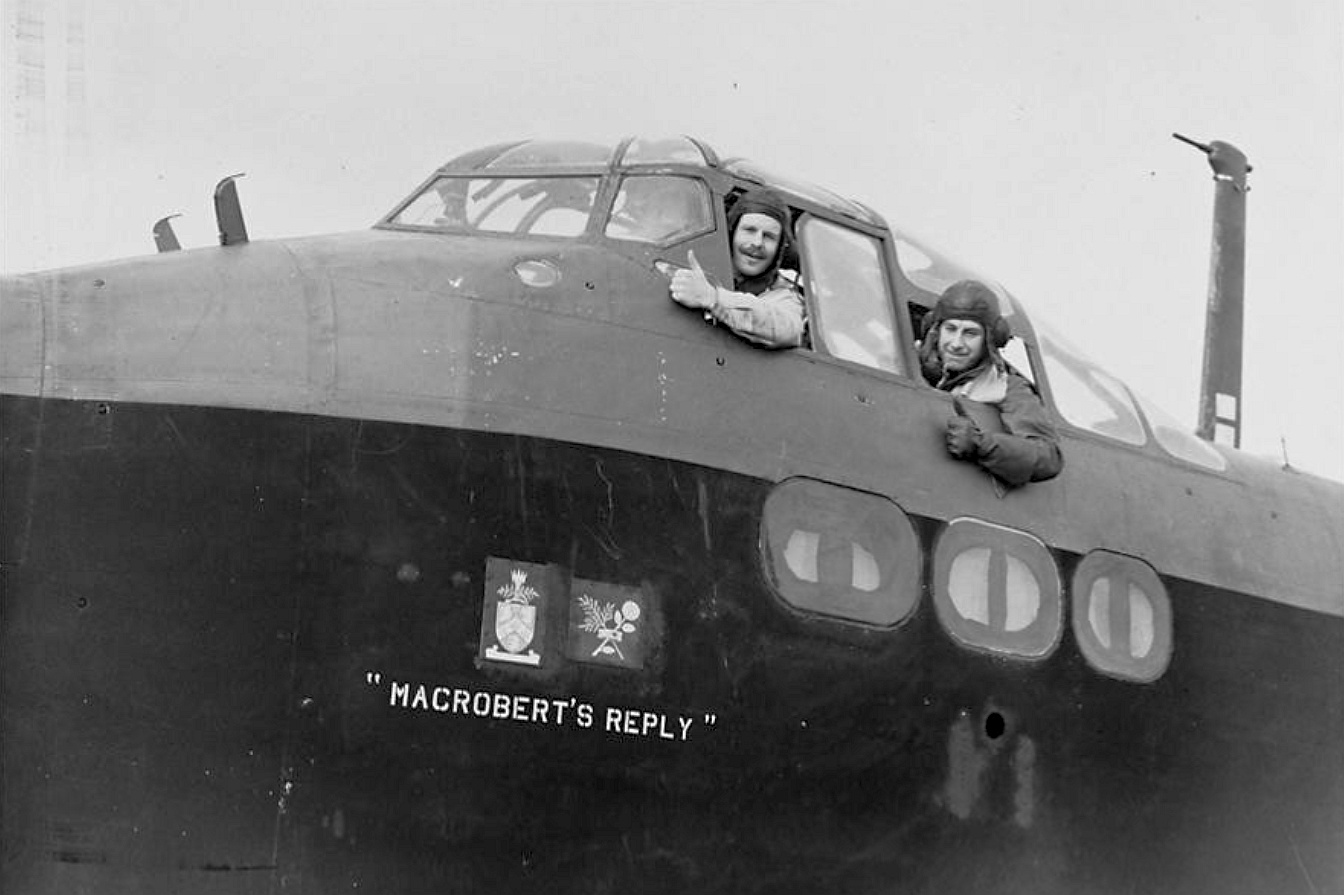
Posádka v kokpitu letounu Short Stirling N6086.

Operace se účastnilo pravděpodobně nejslavnější letadlo v celé historii 15. perutě. Zmíněný Stirling N6086 (LS-F) nesl na boku nápis MacRobert's Reply a znak baronetů MacRobert. Trojice bratrů MacRobertových, nejstarší Alasdair, Roderic a nejmladší Iain, zahynula v letech 1938 až 1941 v letadlech, mladší synové ve službě RAF krátce po sobě. Jejich matka Lady Rachel Workman MacRobert se rozhodla uctít a připomenout své syny darem 25 tisíc liber RAF na pořízení bombardéru Short Stirling, později věnovala dalších desítky tisíc liber na nákup čtyř stíhaček Hawker Hurricane. Bombardér pořízený z daru byl 10. října 1941 slavnostně předán posádce F/O Boggise ve Wytonu. Letadlo se do ledna 1942 zúčastnilo 12 misí, ale na začátku února 1942 havarovalo při startu.
Pojmenování MacRobert's Reply bylo v roce 1942 přeneseno na náhradní Stirling W7531, který se v květnu téhož roku po zásahu zřítil v Dánsku. Po čtyřicetileté přestávce byla v roce 1982 tradice u 15. perutě obnovena pojmenováním letounu Hawker Siddeley Buccaneer a od roku 1983 nesly název postupně čtyři letouny Panavia Tornado, z nichž poslední byl vyřazen v roce 2018.